# Stazione di Uznach
La stazione di Uznach (in tedesco Bahnhof Uznach) è una stazione ferroviaria a servizio dell'omonimo comune svizzero sulla ferrovia Rapperswil-Ziegelbrücke e sulla Uznach-Wattwil.

## Storia
La stazione fu attivata il 15 febbraio 1859, in occasione dell'apertura della linea Rapperswil-Ziegelbrücke.

## Strutture e impianti
La stazione dispone di 4 binari dotati di marciapiede per il servizio passeggeri. È dotata di un ampio fabbricato viaggiatori e di pensiline.

## Movimento
La fermata è servita da treni a cadenza semioraria sulla relazione Rapperswil - Ziegelbrücke e a cadenza oraria per Schwanden/Linthal o per Sargans (linee S4, S7 e S16 della rete celere di San Gallo), e da treni a cadenza oraria Voralpen Express tra San Gallo e Lucerna.

## Servizi
Nella stazione sono presenti:
- Biglietteria a sportello
- Biglietteria automatica
- Sala d'attesa
- Deposito bagagli automatico
- Supermercati

Sono inoltre presenti parcheggi di interscambio per automobili e biciclette e, in fasce orarie prestabilite, servizi di cambio valuta, un punto Western Union e servizi di noleggio di automobili.

## Interscambi
- Fermata autobus (Uznach, Bahnhof)[3][6]